# Феміністична мовна реформа
Феміністи́чна мо́вна рефо́рма, також феміністи́чне мо́вне планува́ння стосується зусиль, частіше політичних і низових рухів, а також ідей на індивідуальному та громадському рівнях, спрямованих змінити те, як мова використовується щодо чоловіків та жінок, їх видів діяльності, статусів та посад (перш за все престижних та високооплачуваних). Переосмислення мови на предмет гідного включення жінок логічно витікає з вимог рівності статей внаслідок феміністичної боротьби. Як частина державної гендерної політики феміністична мовна реформа впроваджена в ряді країз, зокрема, у Швеції, Швейцарії та Австралії.
Феміністична наука, деконструюючи андроцентризм мови, визначає мову як «потужний інструмент патріархату», що формує і підтримує гендерну нерівність (гіпотеза Сепіра-Ворфа). Цілі мовного реформування спрямовані на досягнення рівноправ'я людей обох статей насамперед у мові та мовленні.

## Дослідження
Проблема закріплення і відтворення гендерної нерівності через мовний аднроцентризм призвела до широкого суспільного резонансу, коли гендерованість мови деконструюється, переосмислюється і оскаржується. Прикладами таких ініціатив як на національних, так і на світовому рівнях є вживання фемінітивів, гендерно-нейтральне мовлення, феміністична мовна реформа та гендерні мовні політики.
Існує тенденція, що мови без роду взагалі — де «він» і «вона» представлені одним словом — пов'язані з найбільшою гендерною нерівністю, через те, що люди автоматично класифікують нейтральні за родом вирази як «чоловічі». Мови, в яких іменникам надається чоловічий або жіночий рід, пов'язані з гендерною нерівністю. Проте прямої кореляції між мовою та рівністю не виявлено. Іран, наприклад, є переважно персидськомовною країною, а перська — безродова. Найменше за рівнем рівності статей відзначився Ємен, за ним — Чад і Пакистан. У всіх трьох переважно говорять мовами з родом. Фінляндія (з родом), Ісландія (природна з родом), Норвегія (природна з родом) належать до країн з найвищими показниками рівності жінок.
У мовах, де є рід, чоловічі форми слів частіше використовуються для репрезентації всіх людських істот (включно з жіночими та середніми). Це узгоджується з історичною ієрархією статей, за якої чоловіки мали більшу владу і вищий соціальний статус, ніж жінкам (Ridgeway and Correll, 2004). Широкомасштабний контент-аналіз 800 000 повідомлень новин Reuters, опублікований в 1996-1997, показав, що займенник «він» частіше, ніж «вона» фігурує в новинах, а також з'являвся в більш позитивному контексті (Gustafsson Sendén et al., 2014). Взаємозв'язок мови та гендерної нерівності також було задокументовано в дослідженні співвідношення займенників чоловічої та жіночої статі (він / вона, його / її) у письмових повних текстах близько 1,2 млн книг США (1900—2008, з бази даних Книг Google; Twenge et al., 2012). Виявлений показник відображає статус жінок у США протягом ХХ століття. Коли статус жінок був високим (як свідчить рівень освіти, участь у ринку праці), частка жіночих займенників була вищою; коли статус жінок був низьким, жіночі займенники вживалися рідше.

## Теорія реформування мови
Основний фокус феміністичної мовної реформи — на тому, щоб усвідомити, оприявнити і дослідити часто несвідомі способи, якими мова одночасно замовчує та підкреслює стать у негативний спосіб. У деяких мовах (де іменники мають граматичний рід) це недвозначно: певні слова є гендерованими для прямого асоціювання з маскулінністю чи фемінністю. Феміністична філософія свідчить, що англійська, будучи негендерованою мовою, все ж потребує реформування.
Попередні спроби реформування, що намагалися уникати сексистських слів або фраз, розглядаються як симптоматичне лікування. Часто на робочому місці працівникам та працівницям роздавались буклети зі списками слів, котрих варто уникати, та тих, яким краще надавати перевагу. Багато сучасних феміністок стверджують, що це неефективно, тому що не торкається кореня проблеми та не чинить масштабних змін у мові, які є необхідними.
Основна частина теоретичних досліджень сфокусована на тому, як слова або фрази роблять одну стать, зазвичай жінок, підкореною або невидимою порівняно з іншими. Найпопулярніші приклади — маскулінітиви в назвах професій, займенник «він» в якості універсального або слово «людина» (man = «чоловік»). Феміністська філософія мови стверджує, що ці слова сприяють невидимості жінок, використовуючись для всіх людей водночас. Той факт, що займенники або слова для чоловічої статі можуть використовуватись для позначення жіночої, показує, як «чоловічість» домінує, а «жіночість» пригнічується.
Феміністична теорія мови також зосереджується на тому, як слова або фрази підкреслюють розрив у гендерних нормах. Очевидними прикладами цього є такі англійські слова, як жінка-лікар (Lady Doctor) або завідувачка (керівниця, завідувачка — Manageress). Це владні позиції, зазвичай зайняті чоловіками. Тому, коли їх займає жінка, їм потрібна нова назва, щоб підкреслити порушення ними соціальних норм. Це працює в обидві сторони, зі словами на кшталт «медбрат», зверненими до чоловіка в типово жіночій ролі. Західна феміністична мовна реформа спрямована на усунення таких слів, тому що вони допомагають підтримувати нездорові гендерні норми в мовах без граматичного роду для іменників.
Сучасні феміністки, наприклад, Sergio Bolaños Cuellar, стверджують, що феміністичні мовні реформи мають трансформувати універсальні маскулінні форми і створити жіночі родові форми з заміною слів він, людина (англ. man означає одночасно «чоловік» і «людина») на вона, жінка.

## Історія
Мовний активізм і феміністичне письменництво, що поширились з другою хвилею фемінізму в 1960-х і 70-х, почали привертати увагу до гендерної упередженості в мові, включно з «виявленням гендерованого характеру багатьох лінгвістичних правил і норм».. Гуманітарні програми, такі як «Граматика і гендер» (Dennis Barron) і  «Андроцентризм в прескриптивній граматиці» (Anne Bodine) розкрили історично чоловіче впорядковування з просуванням чоловіко-орієнтованих мов, наприклад, використання «він» в якості універсального займенника.
Виклад та аналіз проблеми сексизму у мові через низові феміністичні лінгвістичні рухи тривали протягом 1980-х і 90-х, включаючи вивчення різних мов і мовних спільнот, таких як Німеччина і Франція. Дослідження та документування гендерованої мови з того часу поширилося, охопивши більш ніж 30 мов.
Феміністичне мовне планування впроваджене в таких країнах, як Швеція, Швейцарія та Австралія, зі змішаними результатами.

### Швеція
Швеція зробила кроки в бік зміщення мови, що відповідала б менш жінконенависницькому суспільству. У шведській мові немає і ніколи не було загальновживаного нейтрального слова для жіночих геніталій або навіть перекладу слова «вагіна», хоча слово snopp перекладається як «пеніс» і використовувалось у цьому значенні з 1960-х років. Натомість історично багато сленгу. У 1990-ті шведські ЗМІ почали освітлювати цю відсутність адекватної лексики. В ранніх 2000-х феміністки та активістки почали використовувати для жіночих геніталій слово snippa, чиє походження можна простежити до різних шведських діалектів. Це популярне визначення «означає щось маленьке і/або вузьке, наприклад невеликий наконечник або вузький човен». Стосовно геніталій воно «можливо, використовувалось на позначення жіночих статевих органів корів і свиней на початку ХХ століття». З популяризацією використання, Шведська Академія додала слово snippa до 2006 Словника шведської мови.
Деякі мовні реформаторки безпосередньо працювати з виявленням та зміною сексистських підтекстів і патріархального словника з допомогою методу «лінгвістичного порушення» (linguistic disruption). Так, слово herstory («її історія») стало популярним у США, «щоб звернутися до історії, яка не тільки про чоловіків» (history звучить як «його історія»). 
Швеція також проявила зусилля в мовному плануванні щодо змін мізогінного підтексту в лексиконі. Шведська Асоціація сексуальної освіти висунула слово slidkrans («вагінальна корона»), щоб замінити слово mödomshinna («дівоча пліва»), яким позначають гімен. «Нове слово складається з двох частин: slid, „вагінальна“, та krans — „корона, вінок“. Воно позбавлене конотацій ідеології цноти і честі, наявних у mödomshinna.
Крім того, Швеція збільшує прийняття небінарних гендерних ідентичностей шляхом створення гендерно-нейтрального займенника hen на позначення людей з небінарними гендерами, або\також всіх людей незалежно від гендеру. Феміністична реформа стосовно гендеру не вичерпується недавніми зусиллями: ранні мовні фемреформістки боролися проти андроцентричного підходу до мови та за підвищення рівня інформованості громадськості про гендеровану структуру мови суспільства.

### Австралія
Австралію визначено країною, яка офіційно підтримує феміністичний вплив на державну бюрократію — шляхом впровадження феміністичної мови в багатьох установах. Оскільки це включало плани соціальних зрушень, в Австралії передбачили зміни в політичному і управлінському керівництві, що прагнутимуть перешкодити мовній реформі, такі як зсув у бік консервативного урядування. Внаслідок рухів за фемінізацію мови уже наявні зміни, які їх підтримують, наприклад, зростання загальновживаності гендерно-нейтрального займенника «вони».
Дослідження австралійських газет у 1992 і 1996 виявили, що слово «голова (очільник)» було використане для опису всіх людей, що займають відповідні позиції, в тому числі жінок. Це приклад мовного питання, що потребує феміністичної реформи. Професійна номенклатура відображає гендерну упередженість: «професійна термінологія, використовувана в контекстах, пов'язаних із працевлаштуванням, відображає диспропорцію на користь чоловіків, що веде до невидимості жінок у цій сфері». Невидимість жінок є лінгвістичною феміністичною проблемою, бо стикаючись з реченнями, де переважно використовуються займенники чоловічого роду, слухачі і слухачки схильні думати про чоловіків, а не жінок, а отже, жінки ігноруються. Посади «облагороджуються» чоловічими назвами, а «безперервне, часте вживання свідчить про те, що набагато більше чоловіків, ніж жінок продовжують займати цю посаду». Дослідження було продовжене та виявило випадки, коли професіоналки додатково визначалися як жінки, наприклад, «суддя-жінка», «жінка-інженер» і «жінка-політик», тоді як для чоловіків просто зазначалася професія.

### Швейцарія
Швейцарія впроваджувала феміністичну мовну реформу як формально, так і неформально. Однак, зміни в Швейцарії виявилися складними через багатомовність країни (основними мовами є німецька, французька та італійська). Швейцарський вісник прикладної лінгвістики (The Bulletin Suisse de Linguistique Appliquée) розглядав питання у 2000-му, присвятивши спеціальний випуск фемінізації мови в Швейцарії. Вісник створив зведене зображення всіх мов у Швейцарії і того, як вони взаємодіють з гендером, та критикував на цій основі мовну політику.
Найпоширеніша мова в Швейцарії — німецька, котра є гендерованою. Це занепокоїло активісток, адже багато важливих суспільних посад, таких як суддя і професор, мають чоловічий гендер і часто згадуються як він/його. Вважається, що гендерування посадової номенклатури перешкоджає просуванню жінок у цих областях. Цей аспект німецької особливо важливий в Швейцарії, тому що він історично використовувався як виправдання для обмеження права жінок голосувати і допуску до юридичної практики.
В німецькомовній Швейцарії здійснювались різні спроби реалізації феміністичної реформи мови. Уряди й інші організації намагалися фемінізувати мову у сферах політики, навчання, реклами тощо. Фемінізація мови полягає в заміні традиційно «чоловічих» слів у письмовій або усній мові: з допомогою жіночого варіанту слова або додаванням жіночого суфікса. Однак, ці спроби мали обмежений успіх. Наприклад, приватні швейцарські радіо і теле-трансляції, як правило, далі використовують чоловічі форми слів.
Друга за поширеністю мова Швейцарії — французька, яка також є гендерованою і підіймає аналогічні з німецькою проблеми, оскільки багато іменників (особливо назви професій) є гендерованими. Для вирішення цих проблем уряд Швейцарії створив посібник з несексистського використання французької мови. Однак, ці спроби змін були малоуспішними, оскільки Швейцарія має обмежений вплив на французьку мову. Між тим, Франція і, зокрема, підтримувана урядом Французька академія (Académie Française) — рада з питань, пов'язаних з французькою мовою — опиралися феміністичній мовній реформі.

## Стратегія реалізації
Випадки феміністичного мовного планування перейняли значною мірою соціолінгвістичний підхід, де мета полягає у введенні в дію соціальних змін в рамках реформи та використання мови. Цей підхід до мовного планування реалізується в чотири етапи:
1. Збір фактів виявлення і звітування про мовні питання, що потребують реформування.
2. Планування — пропонуються рішення питань.
3. Реалізація — тестуються узгоджені методи та впроваджується остаточне рішення.
4. Оцінка результатів та зворотний зв'язок — оцінюється ефективність і впливи мовного плану в цілому.[21]

## Мовні політики
Багато країн взяли зобов'язання щодо рівного ставлення до жінок і чоловіків (наприклад, держави-учасниці Європейського Союзу та асоційованих держав у Лісабонсько-Європейській угоді, 2007), широке застосування якого рекомендовано у GFL (Gender-Fair Language) [Архівовано 23 квітня 2019 у Wayback Machine.] (перше оприлюднення в 1996, перегляди 2009 (ЮНЕСКО), 1999 (Національна рада вчителів англійської мови), 2002 (Єврокомісія), 2008 Американська психологічна асоціація, 2009).
Впровадження GFL досягло різних етапів у різних країнах і мовних спільнотах. У 1987 році представниці та представники Канади та країн Північної Європи виступили за прийняття GFL Організацією Об'єднаних Націй з питань освіти, науки і культури. Це призвело до створення керівних принципів в ЮНЕСКО (1999). Позиція ЮНЕСКО на користь GFL описана в їх керівних принципах ґендерної рівності: «Цей розвиток свідчить про зростаюче усвідомлення того, що мова не просто відображає те, як ми думаємо: вона також формує наше мислення. Якщо слова та вирази, які означають, що жінки поступаються чоловікам, постійно використовуються, то припущення про неповноцінність стає частиною нашого мислення; отже, необхідно коригувати мову, коли наші ідеї розвиваються» (ЮНЕСКО, 2011, ст. 4).
Цей документ став не лише найбільш широко визнаним міжнародним стандартом GFL, він також регулює використання мови у внутрішніх документах та публікаціях ЮНЕСКО. Подібні керівні принципи для публікацій були опубліковані Європейською Комісією (2008) з посиланням на всі робочі мови Європейського Союзу. Тим не менш, стандарти, які підтримують ЮНЕСКО і ЄС, не регулюють використання мови в різних країнах і не вважаються обов'язковими в їхніх державах-учасницях.

## Також
- Фемінітиви
- Мовне планування
- Гендерна політика та Державна гендерна політика
- Гендерно-незорієнтовані мови
- Гендерно-нейтральна мова
- Гендерна нейтральність у мовах з граматичним родом